# Stanisław Styrczula
Stanisław Styrczula (26. Januar 1929 in Kościelisko – 17. August 2020) war ein polnischer Biathlet.
Stanisław Styrczula startete in seiner aktiven Zeit für den Verein Legia Zakopane. Schon an der ersten Biathlon-Weltmeisterschaft 1958 in Saalfelden nahm der Pole teil und wurde mit Stanisław Zięba, Stanisław Szczepaniak und Stanisław Gąsienica-Sobczak Vierter des noch inoffiziellen Staffelwettbewerbs. In Seefeld in Tirol trat er bei der Biathlon-Weltmeisterschaft 1963 an und wurde dort 26. des Einzels. Im Jahr darauf nahm er an den Olympischen Winterspielen 1964 in Innsbruck teil und beendete das Einzel auf dem 35. Platz.